# Castello di Fagagna
Das Castello di Fagagna ist eine hochmittelalterliche Burgruine auf einem Felsvorsprung in Fagagna in der italienischen Region Friaul-Julisch Venetien. Die Burg liegt in 203 Metern Höhe über der Ebene am Ende eines Hanges, der vom Zentrum des Dorfes ausgeht. Die Burgruine liegt an der Via Castello di Fagagna, 14.

## Geschichte

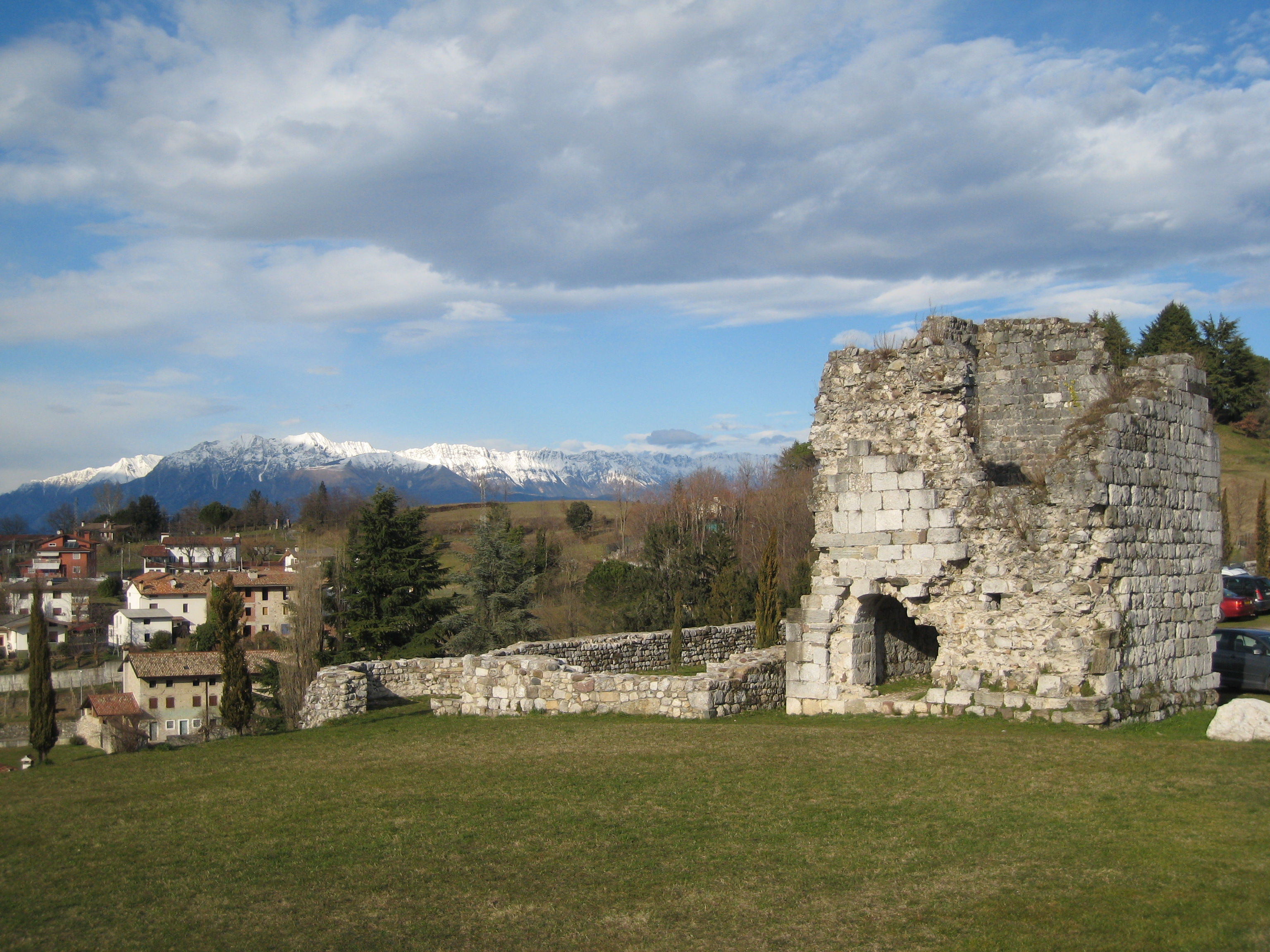
Reste der Mauern des Castello di Fagagna

Die Burg ließ Kaiser Otto II. 983 errichten. Sie bestand damals aus einem ersten Mauerring um den Gipfel des Hügels, in dem sich ein Turm und der Palast des Patriarchen befanden.
Im Laufe des 13. und 14. Jahrhunderts wurden direkt unterhalb des Gipfels des Hügels Wohnstätten für die Adligen errichtet, denen der Patriarch die Verteidigung der Burg anvertraut hatte. Sie bildeten zusammen mit anderen Häusern das Dorf. Auch dieses hatte einen Mauerring, der mit dem Mauerring der Burg verbunden war. Er hatte drei Tore, von denen heute nur noch das Synagogentor erhalten ist. Nachdem die Venezianer das Friaul erobert hatten, verlor die Burg jede Bedeutung und es begann ein zunehmender, unaufhaltsamer Verfall. Der Patriarchenpalast wurde zur Ruine und ein Teil seiner Baumaterialien wurde zum Bau des Palazzo della Comunità in der Siedlung verwendet. Dessen Bau wurde in den ersten Jahren des 16. Jahrhunderts fertiggestellt; er erhielt ein Dreifachfenster im ersten Obergeschoss und darüber einen Markuslöwen als Symbol für die venezianische Herrschaft.

## Beschreibung
Der Turm wurde in einen Glockenturm umgebaut, während das Herrenhaus heute nicht mehr existiert. Daneben gibt es noch einen weiteren Turm, der nur noch als Ruine vorhanden ist, und eine kleine Kirche, die dem Heiligen Michael geweiht ist. Letztere ist seit 1251 dokumentiert, soll aber bereits zu Zeiten der Langobarden errichtet worden sein. Daneben gibt es ein weiteres Gebäude, in dem heute ein Restaurant untergebracht ist.